# 七瀬莉砂
七瀬 莉砂（ななせ りさ）は、日本の女性モデル。CanCam it girlのモデル。BABYBOO所属。

## 略歴
2017年、『CanCam it girl オーディション』に合格し、CanCam it girlの一員として活動開始。翌2018年、Modulo Racing with DOMEを応援する『MOTUL Lily』としてスーパー耐久のレースクイーンを務めた。
その後2021年、『Racer M&K Racing』のイメージキャラクター（相方：染谷菜々）としてスーパー耐久のRQに復帰。2022年は『Racer Swan Beauties』として瀬谷ひかると共にM&K Honda Cars 桶川 RacingのRQを担当。翌2023年も引き続きRacer Swan Beautiesを務め、同年11月11日-12日のS耐・富士スピードウェイ戦をもってRQを卒業した。

## 人物
- 趣味は、音楽鑑賞・舞台鑑賞。
- 特技は、クラシックバレエ・ダンス。
- 全国合同バレエの夕べ 日本バレエ協会 新国立劇場オペラパレス 関東地区代表 ドンキホーテ 夢の場出演

## 出演

### CM
- GINZA SIX
- AEON
- 三菱地所
- ドミノピザ
- au
- カルビー
- サーティーワンアイスクリーム
- 大鵬薬品工業「チヨビタドリンク」
- よみうりランド

### WebCM
- フォルクスワーゲン
- MOBAゲーム 決戦！平安京 webCM
- Pretty Blanc（バスタオル）
- SUEHIRO
- 白猫テニス

### テレビ番組
- テレビ東京「テレ東音楽祭」きゃりーぱみゅぱみゅ バックダンサー
- 日本テレビ 独身女と新婚有田2 年末SP
- 日本テレビ「行列のできる相談所」再現VTR
- 日本テレビ「明石家さんまの転職DE天職」再現VTR
- 日本テレビ「ザ!世界仰天ニュース」再現VTR
- フジテレビ CX 隣の家族は青く見える
- フジテレビ CX 海月姫
- TBS 情報番組ビビット 人生シリーズ 再現VTR
- TBSテレビ 「スポーツ！天国と地獄」
- テレビ東京 ドラマ 「ヘッドハンター」

### スチール
- 求人サイトツノル スチールモデル
- MUSE&CO  アパレルサイトモデル
- ワタミ アルバイト求人情報サイト[9]

### MV
- アイドルグループ まねきケチャ MV
- 碧井悠 MV
- RUSH300 MV
- Ms.OOJA MV

### 雑誌
- CanCam it girl 専属読者モデル、公式インフルエンサー